# Паращук Василь Дмитрович
Василь Паращук (псевдо: «Макар», «Заверюха») (13 лютого 1920, с. Тишківці, нині Городенківська міська громада, Івано-Франківська область  — 1 грудня 1949, хребет Баньків, Вижницький район, Чернівецька область) — військовий діяч, хорунжий СБ ОУН, командир сотні «Дністер» ТВ-21 «Гуцульщина», референт СБ Буковинського окружного проводу ОУН.

## Життєпис

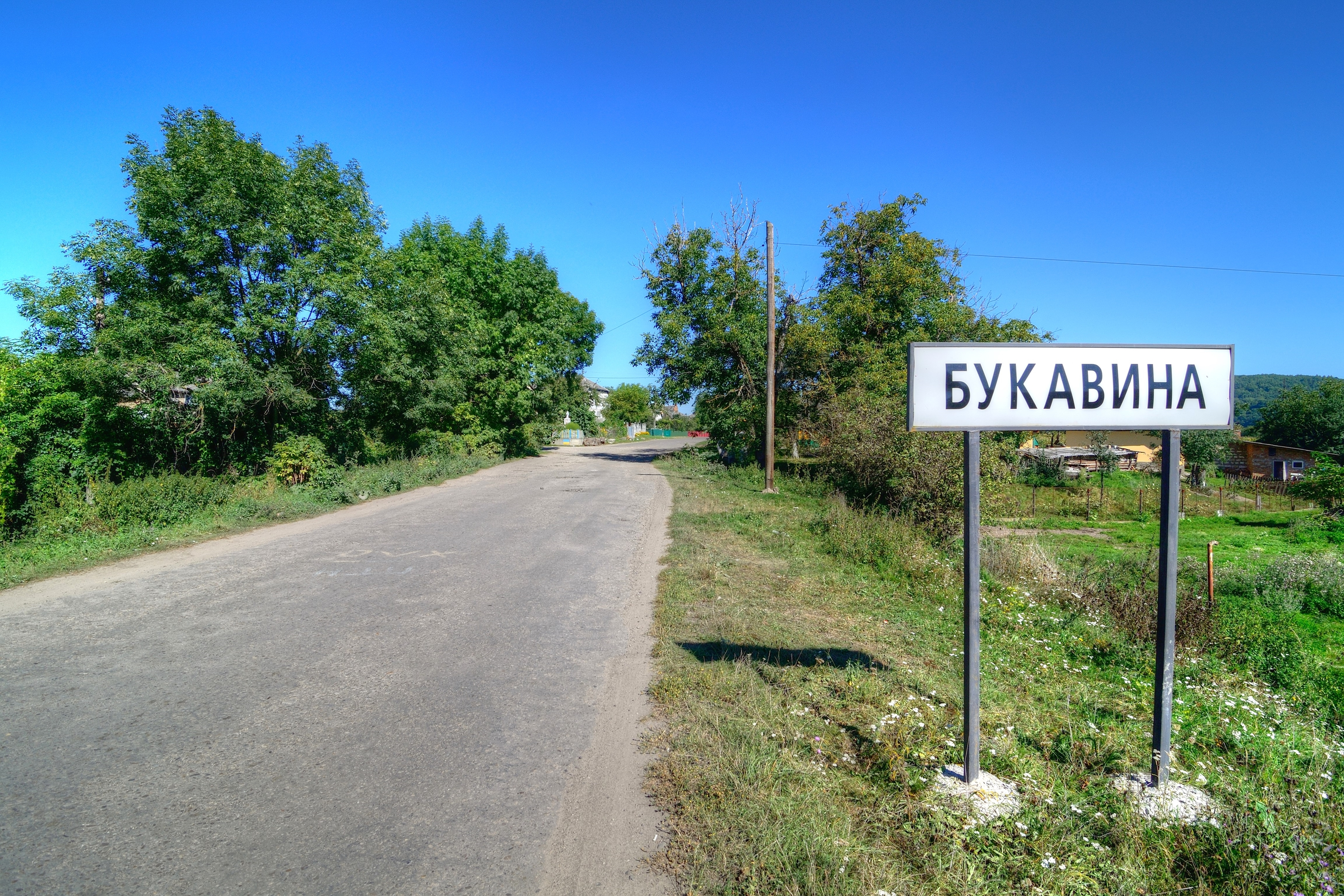
На фото: керівник Запрутського надрайонного проводу «Кобзар» (Мензак Іван) (6), його охоронець «Когут», пізніше — провідник Заставнівського районного проводу ОУН (7), референт СБ Буковинського окружного проводу «Кривоніс» (2) з охоронцем «Морозом» (3), референт СБ надрайонного проводу «Макар» (Василь Паращук) (1) з охоронцем «Скорим», пізніше — провідник Садгірського районного проводу (10), провідник Кіцманського районного проводу «Остап» (Василь Кантемір) (12) з охоронцем «Василем» (4), кущовий «Максим» (5) та його охоронець «Пугач» (8), кущовий «Заєць» (13), бойовик охорони «Комара» «Ванька» (11) та бойовик охорони «Карого» «Вітер» (9).

Сидить перший справа Дмитро Козьменко, стоїть перший справа Василь Паращук, сидить другий справа Іван Яценко

Народився 13 лютого 1921 року в селі Тишківці (нині Городенківська міська громада, Івано-Франківська область) у середньозаможній родині Дмитра Васильовича (1892 р.н.) та Анни Дмитрівни (до шлюбу Пищак, 1894 р.н.). Мав двох братів: Михайла (19.09.1922 р.н.) та Федора (1924 р.н.). Батько Дмитро воював стрільцем у Леґіоні УСС, а під час польсько-української війни 1918—1919 — десятником УГА.
Василь навчався в початковій сільській школі та Городенківській гімназії, які закінчив на відмінно. З 1938 року — студент медицини Львівського університету.
У 1942 вступив до ОУН. Влітку 1943 (за завданням ОУН) вступив до дивізії «Галичина», у липні 1944 командував артилерійським підрозділом у боях з частинами Червоної армії під Бродами. Після виходу з Бродівського оточення вступив до лав УПА. Служив чотовим, а згодом командиром сотні «Дністер» куреня «Гуцульський» ТВ-21 «Гуцульщина» (1944—1946).
Закінчив курси СБ при крайовій референтурі. Переведений на Буковину (весна 1947). Референт СБ Заставнянського («Запрутського») надрайонного проводу ОУН (весна 1947-осінь 1948), референт СБ Буковинського окружного проводу ОУН (осінь 1948-12.1949).
Загинув 1 грудня 1949 в районі хребта Баньків у бункері під час сутички з АБГ відділу 2-Н УМДБ.

## Див. також

Василь Кантемір-«Остап», Василь Паращук-«Макар» та Костянтин Майданський-«Юрась».
У першому ряду сидять зліва направо: «Славко», «Макар», «Борець». У другому ряду стоять: «Вітер», «Заєць», «Мирон», «Остап», «Карий».
Василь Паращук-«Макар» та Василь Кантемір-«Остап»
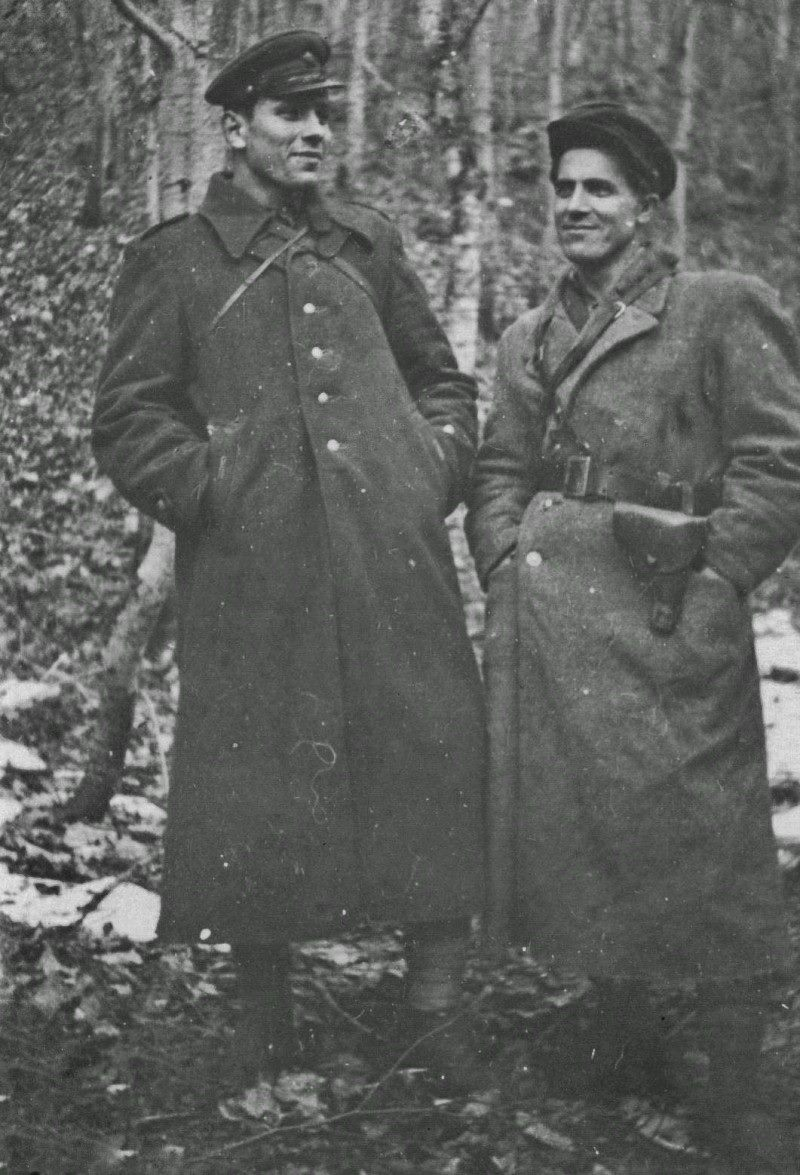
Василь Паращук та Іван Мензак